# 685 Hermia
A 685 Hermia (ideiglenes jelöléssel 1909 HE) a Naprendszer kisbolygóövében található aszteroida. Wilhelm Lorenz fedezte fel 1909. augusztus 12-én.